# ستيف بيترز (لاعب كرة قاعدة)
ستيف بيترز (بالإنجليزية: Steve Peters)‏ هو لاعب كرة قاعدة أمريكي، ولد في 14 نوفمبر 1962 في أوكلاهوما سيتي في الولايات المتحدة.

## وصلات خارجية
- ستيف بيترز على موقعبيزبول رفرنس.كوم (الدوري الرئيسي) (الإنجليزية)
- ستيف بيترز على موقعبيزبول رفرنس.كوم (الدوري الثانوي) (الإنجليزية)